# Peter Cook
Peter Edward Cook (17. listopadu 1937, Torquay, Spojené království – 9. ledna 1995, Londýn) byl britský komik, herec, dramatik a scenárista, vedoucí osobnost tzv. Satire Boomu (rozmach satiry) v anglické univerzitní komedii 60. let. Řadu let vystupoval ve dvojici s Dudley Moorem.

## Život

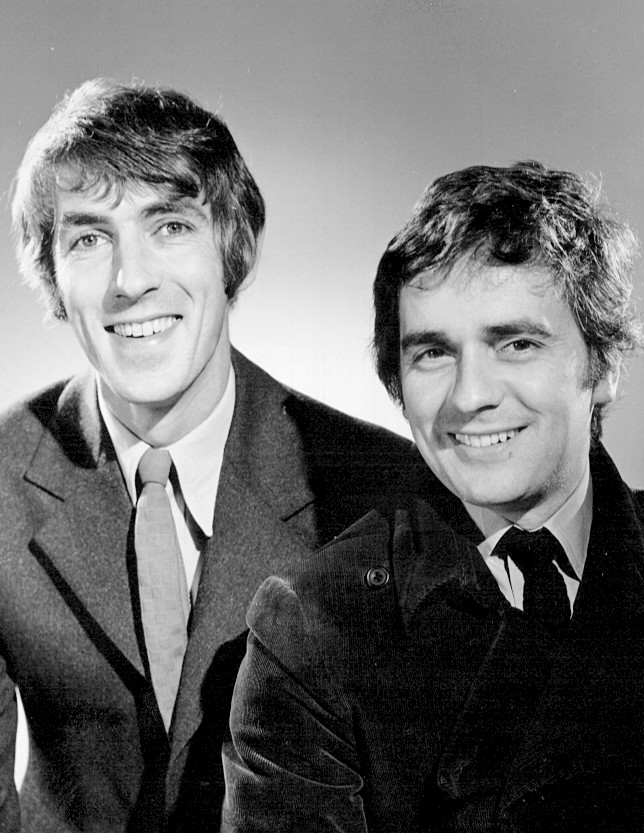
Cook (vlevo) a Dudley Moore v roce 1969

Pocházel z města Torquay v Devonu, z vysoce postavené rodiny diplomatů a právníků. Původně chtěl být také diplomatem, takže studoval na Cambridgi němčinu a francouzštinu. Zde vstoupil do prestižního divadelního klubu Footlights, jehož se na jeden rok (1960) stal i předsedou. Jedním z jeho souputníků zde byl pozdější slavný novinář David Frost, s nímž měl Cook napjaté vztahy a obviňoval ho z plagiátorství. Jednou Cook zachránil Frosta před utopením v bazénu a později nad tímto svým činem opakovaně vyjadřoval lítost.
Po odchodu z univerzity vytvořil vlastní úspěšnou show Beyond the Fringe (s kolegy Alanem Bennettem, Jonathanem Millerem a Dudley Moorem) a roku 1961 otevřel v Soho komediální klub The Establishment. Od roku 1965 zvyšoval svou popularitu vystupováním v televizi s Moorem, přičemž proslul svými absurdními monology pronášenými s kamennou tváří (tzv. dead-pan humor). Nahráli spolu několik desek, natočili dva filmy a objevili se v menších rolích v koprodukční komedii Na řvoucích strojích do Monte Carla.
Pracovali spolu až do pozdních 70. let, kdy se Moore uchytil v Hollywoodu, zatímco Cook postrádal jeho cílevědomost a pracovní nasazení, a spíše jen proplouval různými ad hoc projekty a spolupracemi. Již od dob cambridgeského působení se přátelil s některými budoucími Monty Pythony, pravidelně vystupoval ve scénkách např. s Johnem Cleesem. Graham Chapman ho obsadil do své komedie Žlutovous (1983), v téže době si Cook zahrál cameo v seriálu Černá zmije. Roku 1988 se objevil jako host (soutěžící) v improvizační show Whose Line Is It Anyway? a byl vyhlášen vítězem. Mezi jeho další aktivity patřilo občasné telefonování do rozhlasu, kde předstíral „norského rybáře Svena“ (jeho identita byla odhalena až po letech). Jeho další alter ega byla „Pete“ (z dua Pete & Dud), „Clive“ (Derek & Clive, rovněž s Moorem) nebo „E. L. Wisty“ (vysoce otravný sběratel „zajímavých faktů“). Byl též nadaným imitátorem skutečných osob.
Zemřel v 57 letech na vnitřní krvácení, následek dlouhodobého alkoholismu.
Po smrti se dočkal řady poct a ocenění, např. po něm byla pojmenována planetka 20468 Petercook (současně s 20469 Dudleymoore). Objevily se názory, že Cook svůj talent do jisté míry promarnil a mohl dosáhnout více, avšak on sám trval na tom, že si život užívá podle chuti a se svou „omezenou ambiciózností“ je spokojen.